# Мішель Роже
Мішель Роже (нар. 9 березня 1949, Пуатьє, В'єнна, Франція) — франко-монакський політичний діяч, державний міністр (голова уряду) Монако з березня 2010 року по грудень 2015 року.

## Життєпис
Отримав вищу освіту і докторський ступінь у галузі приватного права.
- 1970—1973 — працював адвокатом. Потім був радником міністра планування, викладав в Університеті Пуатьє.
- 1986 — генеральний інспектор національної освіти в галузі економіки та соціальних наук.
- 1987—1988 — Директор канцелярії міністра національної освіти Франції.
- 1992—1998 — Радник голови Сенату Франції.
- 2002—2005 — Радник у справах молоді, національної освіти і наукових досліджень в уряді Жана-П'єра Раффарена.
- 3 березня 2010 — призначений державним міністром Монако.

## Нагороди
Франція:
- Орден Почесного легіону
- Орден «За заслуги»
- Орден Академічних пальм
- Орден Мистецтв та літератури

 Ватикан:
- Єрусалимський Орден Святого Гробу Господнього

 Румунія:
- Орден Заслуг

 Буркіна-Фасо:
- Орден Заслуг